# Landesregierung und Stadtsenat Gratz IV
Landesregierung und Stadtsenat Gratz IV war die Bezeichnung für die Wiener Landesregierung und den Wiener Stadtsenat unter Bürgermeister und Landeshauptmann Leopold Gratz zwischen 1983 und 1984. Die Landesregierung Gratz IV amtierte von der Angelobung am 27. Mai 1983 bis zum Rücktritt Gratzs als Bürgermeister am 10. September 1984. Die Wiener Landesregierung wählte die Vizebürgermeister und Landeshauptmannstellvertreter am 31. Mai 1983.

## Regierungszusammensetzung
| Amt                                                                                | Name                      | Partei | Ressorts                                              |
| ---------------------------------------------------------------------------------- | ------------------------- | ------ | ----------------------------------------------------- |
| Landeshauptmann Bürgermeister                                                      | Leopold Gratz             | SPÖ    |                                                       |
| 1. Landeshauptmann-Stellvertreterin 1. Vizebürgermeisterin Amtsführende Stadträtin | Gertrude Fröhlich-Sandner | SPÖ    | Bildung, Jugend und Familie                           |
| 2. Landeshauptmann-Stellvertreter 2. Vizebürgermeister Stadtrat                    | Erhard Busek              | ÖVP    | ohne Ressort                                          |
| Amtsführende Stadträtin                                                            | Friederike Seidl          | SPÖ    | Personal, Rechtsangelegenheiten und Konsumentenschutz |
| Amtsführender Stadtrat                                                             | Hans Mayr                 | SPÖ    | Finanzen und Wirtschaftspolitik                       |
| Amtsführender Stadtrat                                                             | Franz Mrkvicka            | SPÖ    | Kultur und Sport                                      |
| Amtsführender Stadtrat                                                             | Alois Stacher             | SPÖ    | Gesundheit und Soziales                               |
| Amtsführender Stadtrat                                                             | Fritz Hofmann             | SPÖ    | Stadtentwicklung und Stadterneuerung                  |
| Amtsführender Stadtrat                                                             | Peter Schieder            | SPÖ    | Umwelt und Bürgerdienst                               |
| Amtsführende Stadtrat                                                              | Roman Rautner             | SPÖ    | Bauten                                                |
| Amtsführende Stadtrat                                                              | Johann Hatzl              | SPÖ    | Verkehr und Energie                                   |
| Stadtrat                                                                           | Anton Fürst               | ÖVP    | ohne Ressort                                          |
| Stadträtin                                                                         | Maria Hampel-Fuchs        | ÖVP    | ohne Ressort                                          |
| Stadtrat                                                                           | Jörg Mauthe               | ÖVP    | ohne Ressort                                          |
| Stadtrat                                                                           | Wilhelm Neusser           | ÖVP    | ohne Ressort                                          |